# NGC 1771
NGC 1771 est une galaxie spirale intermédiaire située dans la constellation de la Dorade. NGC 1771 a été découverte par l'astronome britannique John Herschel en 1837.

## Caractéristiques
Sa vitesse par rapport au fond diffus cosmologique est de 5 052 ± 10 km/s, ce qui correspond à une distance de Hubble de 74,5 ± 5,2 Mpc (∼243 millions d'al).
À ce jour,13 mesures non basées sur le décalage vers le rouge (redshift) donnent une distance de 63,023 ± 8,739 Mpc (∼206 millions d'al), ce qui est à l'intérieur des valeurs de la distance de Hubble. Notons cependant que c'est avec la valeur moyenne des mesures indépendantes, lorsqu'elles existent, que la base de données NASA/IPAC calcule le diamètre d'une galaxie et qu'en conséquence le diamètre de NGC 1771 pourrait être d'environ 49,3 kpc (∼161 000 al) si on utilisait la distance de Hubble pour le calculer.
La classe de luminosité de NGC 1771 est III et elle présente une large raie HI.

## Groupe d'ESO 85-38
La galaxie NGC 1771 fait partie du trio de galaxies d'ESO 85-38. L'autre galaxie du trio est NGC 1706.